# Des mains en or
Ne doit pas être confondu avec Des mains en or (film, 2023).
Pour plus de détails, voir Fiche technique et Distribution.
Des mains en or (Gifted Hands: The Ben Carson Story) est un téléfilm biographique américain réalisé par Thomas Carter et diffusé le 7 février 2009 sur TNT.
En France, il est diffusé pour la première fois le 27 septembre 2011 sur M6.
Le téléfilm, mettant en vedette Cuba Gooding Jr et Kimberly Elise, est basé sur l'autobiographie du neurochirurgien Ben Carson, qui a été co-écrite avec Cecil Murphey (en) et publiée sous le même titre en 1990.

## Synopsis
Ben (Benjamin) Carson, un Afro-Américain issu d'un milieu modeste, est élevé par une mère célibataire qui cache son ignorance devant ses enfants.
Ben, qui néglige ses études et passe le plus clair de son temps avec son frère à regarder la télévision, va être confronté à la ténacité de sa mère et sa persévérance, bien décidée à le remettre sur les rails de la réussite. Des efforts qui vont finir par payer faisant de lui l'un des neurochirurgiens les plus brillants au monde, et de son frère, un grand ingénieur…

## Fiche technique
- Titre français : Des mains en or
- Titre original : Gifted Hands: The Ben Carson Story
- Réalisateur : Thomas Carter
- 1er assistant réalisateur : Mark Anthony Little
- Scénario : John Pielmeier (en)
- Producteur exécutif : Dan Angel, Laura Gibson, Thomas Carter, Erin Keating, Margaret Loesch.
- Production : David A. Rosemont
- Directeur de la photographie : John B. Aronson
- Compositeur : Martin Davich
- Chef décorateur: Warren Alan Young
- Coiffeur : Clifton Chippewa
- Mixage : Jeffree Bloomer
- Monteur : Peter E. Berger (en)
- Directeur du casting : Denise Chamian, Angela Demo, Claire Simon
- Durée : 86 minutes
- Pays de production :  États-Unis
- Genre : Biographie
- Année de production : 2009
- Première diffusion :
  - États-Unis : 7 février 2009 sur TNT
  - France : 27 septembre 2011 sur M6

## Distribution
- Cuba Gooding Jr (VF : Thierry Desroses) : Benjamin « Bennie » Carson[1]
- Kimberly Elise (VF : Laurence Dourlens) : Sonya Carson, mère de Benjamin[2]
- Aunjanue Ellis (VF : Julie Dumas) : Candy Carson, femme de Benjamin
- Gus Hoffman (en) (VF : Alexandre Nguyen) : Bennie (adolescent)
- Jaishon Fisher (VF : Max Renaudin) : Bennie (enfant)
- Tajh Bellow (VF : Robin Trouffier) : Curtis enfant
- Yasen Peyankov (VF : Jean-François Aupied) : Dr Udvarhelyi
- Lesley Bevan (VF : Ninou Fratellini) : miss Williamson
- Reuben Yabuku (VF : Benoît Allemane) : pasteur Ford
- Ele Bardha : Dr Long
- Ithamar Enriquez : Jose Gonzalez
- Cheyenne Pinson (VF : Véronique Desmadryl) : Maria Gonzalez
- Danny Goldring (VF : Michel Leroyer) : le professeur Burket
- John Hoogenakker (VF : William Coryn) : le psychiatre
- Guy Van Swearingen : Dr Hairston
- Gordon Michaels (VF : Edgar Givry) : Dr Mark Rogers
- Geoffrey Beauchample : Dr Freeman
- Loren Bassle : professeur de Yale
- Rick Uecker (VF : Denis Boileau) : le principal
- Angela Dawe (VF : Edwige Lemoine) : Augusta Rausch
- Scott Stangland (VF : Marc Perez) : Peter Rausch

Sources VF : carton de doublage
- version française : Dubbing Brothers
- Adaptation : Houria Lamhene-Belhadji
- direction artistique : José Luccioni

## Des mains en orà travers le monde
| Pays      | Titre                                  | Date de sortie                           |
| --------- | -------------------------------------- | ---------------------------------------- |
| Argentine | Manos milagrosas                       | 13 janvier 2010 (sortie première en DVD) |
| Allemagne | Begnadete Hände - Die Ben Carson Story | 14 janvier 2010 (sortie première en DVD) |
| Pays-Bas  | -                                      | 20 janvier 2010 (sortie première en DVD) |
| Italie    | Gifted Hands - Il dono                 | 23 février 2010                          |
| Espagne   | El mundo en sus manos                  | 27 avril 2010 (sortie première en DVD)   |
| Hongrie   | Az aranykezű sebész                    | 1er septembre 2011                       |
| Suède     | Gifted Hands                           | 8 octobre 2011                           |
| Grèce     | Enas thavmasios anthropos              | -                                        |
| Brésil    | Mãos Milagrosas                        | -                                        |

## Autour du film
- La bibliothèque que Mme Carson nettoie à la maison du professeur est en fait la bibliothèque de la plus grande résidence privée à Baltimore en Caroline du Nord aux États-Unis.
- Le vrai Ben Carson peut être vu brièvement portant les mêmes gants bleus que Cuba Gooding Jr et marchant au bas du couloir devant un tableau.
- Lorsque le Dr Carson va annoncer les résultats de la chirurgie de séparation des jumeaux aux parents, il a un peu de sueur sur son uniforme, mais dans la scène suivante, quand il escorte les parents pour voir leurs jumeaux, il est trempé de sueur.
- Le plan du paysage urbain apparaissant au début, après que Ben Carson accepte d'effectuer la chirurgie pour les jumeaux, est présenté comme Ulm la ville du Bade-Wurtemberg, dans le Sud de l'Allemagne, mais en réalité il s'agit de Hambourg.
- Dans la scène de la salle d'opération pendant la chirurgie pour les jumeaux siamois, une vue en gros plan des mains de certains membres du personnel qui manipulent des solutions IV, révèle qu'ils ne portent pas de gants chirurgicaux pour la stérilité.
- Une scène dans la maison du Dr Carson à Baltimore montre des bouteilles d'alcool, mais il est un adventiste du septième jour et ils ne boivent pas d'alcool.
- Dans la scène où Ben est stagiaire à l'hôpital Johns-Hopkins en 1976, on peut voir un patient relié à un moniteur patient, qui n'a été disponible qu'en 1989.

## Accueil critique
Le film a reçu des critiques généralement positives sur le site Metacritic, et détient une note de 63/100 basé sur neuf avis. 
Le Hollywood Reporter a écrit : « Le film est si bon que un peu d'impudeur est non seulement acceptable, mais compréhensible ». Le quotidien américain Orlando Sentinel a écrit quant à lui « C'est un film parfait mais on peut faire mieux surtout lorsqu'on est un pays contesté par son nouveau président ».

## Distinctions

### Nominations
- Nomination au prix de meilleur acteur dans un téléfilm ou dans une mini-série pour Cuba Gooding Jr, à la 16e édition des Screen Actors Guild Awards.